# Rosario (Uruguay)
Rosario is een stad in het Uruguayaanse departement Colonia. De stad telt 10.085 inwoners (2011) en ligt aan de gelijknamige rivier Rosario. De stad werd op 24 januari 1775 gesticht door Benito Herosa, naar hem is het centrale plein in de stad vernoemd.

## Geografie
Rosario behoort tot het departement Colonia. De hoofdstad van het department, Colonia del Sacramento, ligt hemelsbreed op 50 kilometer en is bereikbaar via de Route 1. Rosario ligt aan de Route 2, op twee kilometer afstand van het knooppunt met Route 1. Landshoofdstad Montevideo is in tegengestelde richting bereikbaar via Route 1 over hemelsbreed 110 kilometer.
Het dorpje Pastoreo aan de zuidkant van de stad met 465 inwoners wordt tevens tot Rosario gerekend. De dichtstbijzijnde stad is Nueva Helvecia, een stad van gelijke grootte, en ligt 10 kilometer naar het oosten.

## Geboren
- Diego Godín (1986), voetballer
- Cristopher Fiermarín (1998), voetballer